# Matthew Festing
Fra' Robert Matthew Festing (Bellingham, 30 novembre 1949 – La Valletta, 12 novembre 2021) è stato un religioso britannico, già 79º Principe e Gran Maestro del Sovrano militare ordine di Malta, in carica dall'11 marzo 2008 al 28 gennaio 2017.

## Biografia
Figlio di Sir Francis Festing, maresciallo di campo dell'esercito britannico e capo di stato maggiore imperiale fra il 1958 ed il 1961, discende, per via materna, dalla famiglia Riddell di Swinburn Castle e dal beato Adrian Fortescue, un cavaliere di Malta martirizzato nel 1539. Dopo aver vissuto la sua giovinezza fra Malta e Singapore, dove il padre esercitava dei comandi, ha studiato all'Ampleforth College, storica scuola benedettina nello Yorkshire, e al St John's College di Cambridge, conseguendo la laurea in storia. Ha prestato servizio militare nei Granatieri, dove fino alla sua elezione a Principe e Gran Maestro ricopriva il grado di colonnello della riserva. Esperto d'arte, inizia la sua carriera in una Casa d'aste internazionale.
Entrato a far parte dell'Ordine di Malta nel 1977, è diventato cavaliere professo di voti perpetui nel 1991. Ha ricoperto l'incarico di Gran Priore d'Inghilterra dall'anno in cui tale priorato fu ricostituito nel 1993. Ha promosso missioni umanitarie in Bosnia, Serbia, Croazia e Kosovo.
L'11 marzo 2008 è stato eletto 79º Principe e Gran Maestro del Sovrano Militare Ordine di Malta, succedendo a fra' Andrew Bertie, deceduto il 7 febbraio 2008.
Il 24 gennaio 2017 ha rassegnato le dimissioni dall'incarico, a seguito di contrasti con la Santa Sede riguardo alla sospensione del Gran cancelliere dell'Ordine, Albrecht von Boeselager. Il giorno seguente papa Francesco ha accolto le sue dimissioni, formalizzate dal Sovrano Consiglio dell'Ordine il 28 gennaio successivo. Il 3 febbraio seguente l'ex Gran Maestro ha dichiarato a The Tablet che la situazione è molto complessa e che l'affare non è affatto concluso. Gli succede come Luogotenente interinale il Gran commendatore Ludwig Hoffmann-Rumerstein e successivamente come Gran Maestro Giacomo Dalla Torre del Tempio di Sanguinetto.
È deceduto il giorno 12 novembre 2021 a Malta, dove il 4 novembre nella concattedrale di San Giovanni di La Valletta aveva assistito alla professione dei voti di fra' Francis Vassallo, la prima nell'isola dal 1798. L'ultimo Gran Maestro morto nell'isola prima di lui era stato Emmanuel de Rohan-Polduc, nel 1797. Le solenni esequie sono state celebrate il 3 dicembre, nella concattedrale di San Giovanni di La Valletta, dal cardinale Silvano Maria Tomasi, delegato speciale presso il Sovrano Militare Ordine di Malta, e dall'arcivescovo di Malta Charles Jude Scicluna, prima della sepoltura nella cripta sotto l’altare maggiore che ospita i resti di undici Gran Maestri che guidarono l’Ordine dal 1522 al 1623.